# Julián Valle
Julián Valle Sanz (Aranda de Duero, Burgos, 30 de mayo de 1963) es un pintor y escultor español.

## Trayectoria
Es uno de los fundadores en 1985, junto a Alejandro Martínez Parra, Rafael Lamata. Javier Ayarza, Jesús Max, Pepe Ortega, Rufo Criado, Nestor Sanmiguel, Antonio Miquel Cid, Julián Valle y Clemente Rodero, de "A UA CRAG", Colectivo de creación artística/Espacio alternativo.
Participa con este grupo en la producción de proyectos específicos - desde la perspectiva del contexto - en colaboración con artistas y colectivos franceses, belgas, holandeses y canadienses. La última actividad del grupo es en 1996 A l’autre côte en colaboración con los artistas de Inter-Le Lieu en Quebec, Canadá.
En 1987 crea junto a María J. de la Puente, Néstor Sanmiguel Diest Y Miquel Cid el grupo de trabajo 2º Partido de la Montaña (2ºPM). En la sala Metronom de Barcelona presentó su trabajo Territorios ocupados III en 1988.
Ha desarrollado su obra sobre diferentes soportes (escultura, instalación, cerámica) aunque más centrado en el dibujo y la pintura, y desde el principio, siempre alrededor del paisaje.
En 2005 se presenta la exposición A Ua Crag (agua crujiente) en el Museo Patio Herreriano de Valladolid donde se hace un recorrido por las obras de los artistas y  los fondos documentales del grupo (depositados en el MUSAC). 
En 2009 propuesta del CAB -Centro de Arte  Contemporáneo de Caja de Burgos- construye (in situ) la obra Viaje de invierno] / Winterreise un espacio -cubo exento- en el que la pintura de paisaje y el espectador (habitante-viajero) son los protagonistas. Un viaje en el exterior  a través de la topónimia y en el interior del espacio a través de los paisajes pintados.
En 2021 presenta -en este mismo centro, CAB- el resultado de su proyecto específico, realizado durante los dos años anteriores, bajo el título de El tejido del mundo tomado de un concepto del filósofo francés Maurice Merleau-Ponty. Explorando, a través de este trabajo -un conjunto de acuarelas de gran formato y piezas cerámicas en gres- unos determinados lugares relacionados con el hábitat y el eremitismo rupestre altomedieval. El resultado quedó registrado en la publicación El tejido del mundo - Julián Valle, con textos de Juan Manuel Bonet y del propio autor.